# Jubel i busken
Jubel i busken är en svensk TV-serie från Göteborg som sändes i flera omgångar mellan åren 1968 och 1975. Serien var en blandning av engelsk music-hall-underhållning och svensk buskis. Sten-Åke Cederhök och Sonya Hedenbratt var förgrundsfigurer och i övrigt medverkade bl.a. Nisse Peters, Elvy Bengtsson och Rulle Lövgren.
Serien blev en omedelbar publiksuccé och Sten-Åke Cederhök som tidigare varit lokalkändis i Göteborg blev rikskänd och folkkär i hela Sverige. Kritikerna var inte lika förtjusta i denna folkliga underhållning. Några recensenter anmärkte på att det var förfärligt med tre så tjocka människor som Sten-Åke, Sonya och Rulle i TV-rutan samtidigt.
I serien fanns klassiska nummer som Sjukkassan (Vägförvaltninga i Skultorp), Frösaboxen och Sofie Propp.
Bo Hermansson regisserade samtliga avsnitt.
TV-succén omvandlades även till flera lyckade scenföreställningar. Sommaren 1986 turnerade Cederhök & Co med Jubel i busken i folkparkerna och gjorde ett längre gästspel på Lisebergshallen. Delar av föreställningen från Lisebergshallen finns utgiven på dvd:n Sten-Åke Cederhöks Bästa.
De bästa numren ur TV-serien gavs ut på LP-skivor: Jubel i busken (1969), Mera Jubel i busken (1971), Jubel i busken 3 (1973)
och Jubel i busken på Lisebergshallen (1986).
Signaturmelodin "Knö dig in" utgjordes av den brittiska music hall-melodin Don't Dilly Dally on the Way av kompositören Fred W Leigh, från år 1919, med svensk text av Sten-Åke Cederhök.